# 宜倫縣
宜倫縣是宋代南寧軍所屬的一個縣，隋義倫縣，太平興國初改名，元代仍屬南寧軍。明仍置，屬廣東瓊州府儋州，正統四年六月省入儋州。其轄地在今海南省儋州一帶地方。